# Arnoldstein
Arnoldstein (eslovè Podklošter friülà Oristagn) és un municipi austríac, dins de l'estat de Caríntia, però a la Val Canale. L'any 2007 tenia 6.848 habitants. Limita amb els municipis de Villach al nord-est, Bad Bleiberg al nord-oest, Nötsch im Gailtal i Hohenthurn a l'oest, Finkenstein am Faaker See a l'est, Kranjska Gora al sud i Tarvisio al sud-oest.

## Geografia
Arnoldstein està situat entre els Alps Càrnics i els Karavanke al punt (Dreiländereck) que conflueixen els límits estatals d'Àustria, Itàlia i Eslovènia. Al municipi hi passa el riu Gail.

## Història
La zona ja era habitada en l'època dels romans, al llarg de la riba esquerra del Gail hi havia una calçada que unia Aquileia a Virunum (prop de Klagenfurt). El nom deriva d'un presumpte fundador del monestir fortificat, el cavaller Arnold. El monestir va estar primer sota la jurisdicció del Patriarcat d'Aquileia, i des de 1014 de la diòcesi de Bamberg; d'aquell edifici encara queden les ruïnes.

## Divisió administrativa
Arnoldstein es divideix en 21 Ortschaften (població de 2001):
| - Agoritschach (Zagoriče) (72) - Arnoldstein (Podklošter) (1.944) - Erlendorf (Oljše) (403) - Gailitz (Ziljica) (1.111) - Greuth (Rute) (15) - Hart (Ločilo) (238) - Krainberg (Strmec) (5) | - Krainegg (Podkrajnik) (3) - Lind (Lipa) (101) - Maglern (Megvarje) (299) - Neuhaus an der Gail (Poturje) (282) - Oberthörl (Zgornja Vrata) (72) - Pöckau (Peče) (715) - Pessendellach (Dole) (42) | - Radendorf (Radna vas) (181) - Riegersdorf (Rikarja vas) (365) - St. Leonhard bei Siebenbrünn (Šentlenart pri Sedmih studencih) (241) - Seltschach (Sovče) (392) - Thörl-Maglern-Greuth (Rute pri Vratih) (15) - Tschau (Čava) (96) - Unterthörl(Spodnja Vrata) (240) |

## Administració
| Període | Identitat     | Partit |
| ------- | ------------- | ------ |
| 2003-   | Erich Kessler | SPÖ    |

L'ajuntament de la vila està format per 27 membres dels partits:
- 19 SPÖ
- 4 ÖVP
- 3 FPÖ
- 1 ALA (Alternative List)

| edit | Municipis de Villach-Land | Bandera de Caríntia |
| \| \| Afritz am See \\| Arnoldstein \\| Arriach \\| Bad Bleiberg \\| Feistritz an der Gail \\| Feld am See \\| Ferndorf \\| Finkenstein am Faaker See \\| Fresach \\| Hohenthurn \\| Nötsch im Gailtal \\| Paternion \\| Rosegg \\| St. Jakob im Rosental \\| Stockenboi \\| Treffen am Ossiacher See \\| Velden am Wörther See \\| Weißenstein \\| Wernberg \| | |                     |
| Mapa de Villach-Land | Afritz am See \| Arnoldstein \| Arriach \| Bad Bleiberg \| Feistritz an der Gail \| Feld am See \| Ferndorf \| Finkenstein am Faaker See \| Fresach \| Hohenthurn \| Nötsch im Gailtal \| Paternion \| Rosegg \| St. Jakob im Rosental \| Stockenboi \| Treffen am Ossiacher See \| Velden am Wörther See \| Weißenstein \| Wernberg |                     |